# Sarah Brightman
Sarah Brightman (Berkhamsted, Hertfordshire, 14 augustus 1960) is een Engelse zangeres, die vooral bekend is geworden in het genre van de musical, maar die ook aria's zingt. Kenmerkend zijn haar zuivere zangstem en grote bereik.
Ze was gehuwd met musicalcomponist Andrew Lloyd Webber, die een aantal hoofdrollen in zijn musicals speciaal voor haar sopraanstem schreef. Een van haar fraaiste rollen was die van Christine Daaé in The Phantom of the Opera. Na de echtscheiding en het verder scholen van haar stem, heeft ze zich meer toegelegd op het zingen van aria's.
Meer algemene bekendheid kreeg ze door het uitbrengen van popmuzieknummers, soms samen met andere artiesten zoals Andrea Bocelli, met wie zij het nummer Time to Say Goodbye (Con te partirò) zong.
Ze zou in 2015 als ruimtetoerist naar het internationaal ruimtestation ISS gaan, en heeft daarvoor een training gevolgd, maar zag er (vooralsnog) vanaf.

## Feiten
- Ze was de inspiratie voor de meest succesvolle musical aller tijden: Phantom of the Opera.
- Ze heeft een stembereik van meer dan drie octaven.
- Toen ze tijdens de sluitingsceremonie van de Olympische Zomerspelen 1992 in Barcelona met José Carreras het duet Amigos Para Siempre zong, keken er ruim twee miljard televisiekijkers.
- Ze staat in het Guinness Book of Records met de meest verkochte single in Duitsland aller tijden: Time to say goodbye.
- Haar wereldrecord-brekende Harem World Tour bracht 60 miljoen dollar op.
- Ze trad in 2000 op voor een publiek van meer dan honderdtwintigduizend mensen op één avond.
- Ze verzorgde in 2002 de vocalen in het nummer The Secret van SASH!.
- Ze ontving meer dan 150 gouden en platina platen in 34 landen, waaronder de VS, Australië, Japan, Engeland, Canada en Duitsland.
- Ze verkocht meer dan 30 miljoen cd's en 2 miljoen dvd's (bron: 2011). Dat maakt haar 's werelds best verkochte sopraan aller tijden.
- Sarah Brightman en de Chinese popster Liu Huan brachten tijdens de openingsceremonie van de Olympische Zomerspelen 2008 in Peking op 8 augustus 2008 het Olympische themanummer You and me ten gehore. Er keken meer dan vier miljard mensen naar hun optreden.
- In 2022 kreeg Brightman een ster op de Hollywood Walk of Fame.

## Duetten
- Eric Adams
- Michael Ball
- Antonio Banderas
- Steve Barton
- Andrea Bocelli
- José Carreras
- Jacky Cheung
- Jaz Coleman
- Michael Crawford
- José Cura
- Plácido Domingo
- Jackie Evancho
- Gregorian
- Josh Groban
- Steve Harley
- Sophie B. Hawkins
- Ofra Haza
- Brian Johnson (AC/DC)
- Tom Jones
- Nigel Kennedy
- Paul Miles Kingston
- Fernando Lima
- Richard Marx
- Frank Peterson
- Cliff Richard
- Alessandro Safina
- Kadim Al Sahir
- Paul Stanley (KISS)
- Chris Thompson

## Theater
Musical:
- I and Albert (als Vicky en street waif),
- Cats (als Jemima)
- The Pirates of Penzance (als Kate)
- Masquerade (als Tara Treetops)
- Nightingale (als Nightingale)
- Song and Dance (als Emma)
- Carousel (als Carrie Pipperidge)
- The Merry Widow (als Valencienne)
- The Phantom of the Opera (als Christine Daaé)
- Aspects of Love (als Rose Vibert)

Toneel:
- Trelawny of the Wells (als Rose Trelawney)
- Relative Values (als Miranda)
- Dangerous Obsession (als Sally Driscoll)
- The Innocents (als Miss Giddens)

## Discografie
- I Lost My Heart to A Starship Trooper (1978)
- The Adventures of a Love Crusader (1979)
- Love In A UFO (1979)
- My Boyfriend's Back (1981)
- Not Having That! (1981)
- Him (1983)
- Rhythm of the Rain (1983)
- A Room With A View (1987)
- The Trees They Grow So High (ook bekend onder de naam Early One Morning (1988))
- The Songs That Got Away (1989)
- As I Came of Age (1990)
- Sings the Songs of Andrew Lloyd Webber (1992)
- Dive (1993)
- Surrender (1995)
- Fly (1995)
- Timeless (ook bekend als Time To Say Goodbye 1996)
- The Andrew Lloyd Webber Collection (1997)
- Fly II (1997)
- Eden (1998)
- La Luna (2000)
- Classics (2001)
- The Very Best of 1990-2000 (2001)
- Encore (2002)
- Harem (2003)
- Live From Las Vegas (2004)
- Love Changes Everything (2005)
- Diva: The Singles Collection (2006)
- Classics: The best of Sarah Brightman (2006)
- Symphony (2007)
- A Winter Symphony (2007)
- Symphony - Live In Vienna (2009)
- Shall be done (2011)
- Dreamchaser (2013)

## Hitlijsten

### Albums
| Album met eventuele hitnotering(en) in de Nederlandse Album Top 100 | Datum van verschijnen | Datum van binnenkomst | Hoogste positie | Aantal weken | Opmerkingen                       |
| ------------------------------------------------------------------- | --------------------- | --------------------- | --------------- | ------------ | --------------------------------- |
| Timeless                                                            | 1997                  | 07-06-1997            | 38              | 26           | met The London Symphony Orchestra |
| Eden                                                                | 1998                  | 26-12-1998            | 23              | 33           | ook uitgebracht op sacd           |
| La luna                                                             | 2000                  | 13-05-2000            | 17              | 19           | ook uitgebracht op sacd           |
| The very best of 1990-2000                                          | 2001                  | 25-08-2001            | 8               | 20           | Verzamelalbum                     |
| Harem                                                               | 2003                  | 21-06-2003            | 27              | 18           |                                   |
| Live from Las Vegas - The Harem world tour                          | 2004                  | 30-10-2004            | 42              | 1            | Livealbum                         |
| Classics - The best of                                              | 2006                  | 25-11-2006            | 51              | 6            |                                   |
| Symphony                                                            | 2008                  | 22-03-2008            | 20              | 9            |                                   |
| Dreamchaser                                                         | 2013                  | 20-04-2013            | 50              | 1*           |                                   |

| Album met hitnotering(en) in de Vlaamse Ultratop 200 albums | Datum van verschijnen | Datum van binnenkomst | Hoogste positie | Aantal weken | Opmerkingen                       |
| ----------------------------------------------------------- | --------------------- | --------------------- | --------------- | ------------ | --------------------------------- |
| Timeless                                                    | 1997                  | 20-09-1997            | 36              | 4            | met The London Symphony Orchestra |
| La luna                                                     | 2000                  | 27-05-2000            | 38              | 3            |                                   |
| Classics - The best of                                      | 2006                  | 21-10-2006            | 16              | 17           |                                   |
| Symphony                                                    | 2008                  | 22-03-2008            | 8               | 11           |                                   |
| A winter symphony                                           | 2008                  | 22-11-2008            | 90              | 1            |                                   |
| Dreamchaser                                                 | 2013                  | 20-04-2013            | 112             | 1*           |                                   |

### Singles
| Single met eventuele hitnotering(en) in de Nederlandse Top 40 | Datum van verschijnen | Datum van binnenkomst | Hoogste positie | Aantal weken | Opmerkingen                                |
| ------------------------------------------------------------- | --------------------- | --------------------- | --------------- | ------------ | ------------------------------------------ |
| I lost my heart to a starship trooper                         | 1978                  | 09-12-1978            | tip6            | -            | met Hot Gossip                             |
| Pie jesu                                                      | 1985                  | 06-04-1985            | tip15           | -            | met Paul Miles Kingston                    |
| All I ask of you                                              | 1986                  | 06-12-1986            | tip6            | -            | met Cliff Richard                          |
| Amigos para siempre (Friends for life)                        | 1992                  | 08-08-1992            | 10              | 8            | met José Carreras                          |
| Captain Nemo                                                  | 1993                  | -                     | -               | -            |                                            |
| Time to say goodbye                                           | 1997                  | 25-01-1997            | 8               | 21           | met Andrea Bocelli ook uitgebracht op sacd |
| Harem                                                         | 2003                  | -                     | -               | -            |                                            |

### NPO Radio 2 Top 2000
| Nummer met noteringen in de NPO Radio 2 Top 2000 | '05  | '06 | '07 | '08 | '09 | '10 | '11 | '12 | '13 | '14 | '15 | '16 | '17  | '18 | '19 | '20 | '21 | '22 | '23 | '24 |
| ------------------------------------------------ | ---- | --- | --- | --- | --- | --- | --- | --- | --- | --- | --- | --- | ---- | --- | --- | --- | --- | --- | --- | --- |
| Time to Say Goodbye                              | 1841 | 174 | 91  | 293 | 301 | 212 | 251 | 370 | 353 | 426 | 535 | 828 | 1081 | 516 | 620 | 510 | 530 | 553 | 594 | 668 |

1. ↑  Een vetgedrukt getal geeft de hoogste notering aan.
2. ↑  2005 was het eerste jaar met een notering voor dit nummer.

## Film
- Song and Dance (1983)....als Emma
- Requiem (1985)....als zichzelf
- The Music of Andrew Lloyd Webber (1995)....als zichzelf
- A Gala Christmas in Vienna (1997)....als zichzelf
- Sarah Brightman In Concert (1998)....als zichzelf
- One Night In Eden (1998)....als zichzelf
- Andrew Lloyd Webber: The Royal Albert Hall Celebration (1998)....als zichzelf
- Rosamunde Pilcher - Zeit der Erkenntnis (2000)....als zichzelf
- Sarah Brightman: La Luna: Live In Concert (2001)....als zichzelf
- Harem: A Desert Fantasy (2003)....als zichzelf
- Live From Las Vegas (2004)....als zichzelf
- Diva: The Video Collection (2006)....als zichzelf
- Symphony in Vienna - live in concert (2008)....als zichzelf
- Repo! The Genetic Opera (2008)....als Blind Mag